# Neuville-en-Beaumont
Pour les articles homonymes, voir Neuville.
Neuville-en-Beaumont est une commune française, située dans le département de la Manche en région Normandie (région administrative), peuplée de 25 habitants.

## Géographie

### Hydrographie
La commune est située dans le bassin Seine-Normandie. Elle est drainée par le Fil de Gorges, un bras du Gorget, le cours d'eau 01 d'Alleaume et le cours d'eau 07 du Gorget,,.
Le Fil de Gorges, d'une longueur de 18 km, prend sa source dans la commune de Saint-Sauveur-le-Vicomte et se jette  dans la Douve à Rauville-la-Place, après avoir traversé huit communes. 

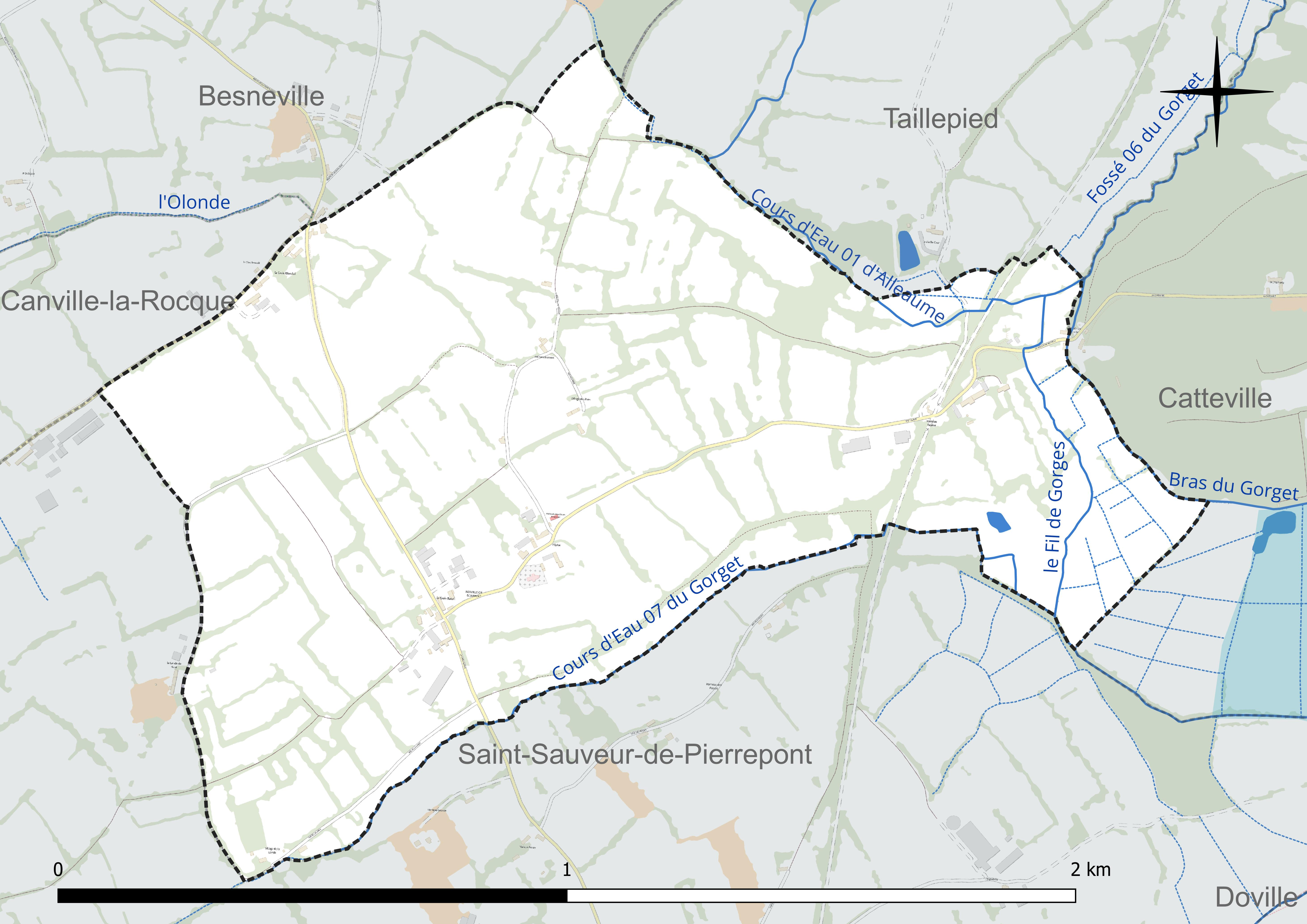
Réseau hydrographique de Neuville-en-Beaumont.

### Climat
Pour des articles plus généraux, voir Climat de la Normandie et Climat de la Manche.
En 2010, le climat de la commune est de type climat océanique franc, selon une étude du CNRS s'appuyant sur une série de données couvrant la période 1971-2000. En 2020, Météo-France publie une typologie des climats de la France métropolitaine dans laquelle la commune est exposée à un climat océanique et est dans la région climatique  Normandie (Cotentin, Orne), caractérisée par une pluviométrie relativement élevée (850 mm/a) et un été frais (15,5 °C) et venté. Parallèlement le GIEC normand, un groupe régional d’experts sur le climat, différencie quant à lui, dans une étude de 2020, trois grands types de climats pour la région Normandie, nuancés à une échelle plus fine par les facteurs géographiques locaux. La commune est, selon ce zonage, exposée à un « climat maritime », correspondant au Cotentin et à l'ouest du département de la Manche, frais, humide et pluvieux, où les contrastes pluviométrique et thermique sont parfois très prononcés en quelques kilomètres quand le relief est marqué.
Pour la période 1971-2000, la température annuelle moyenne est de 11,1 °C, avec une amplitude thermique annuelle de 11,1 °C. Le cumul annuel moyen de précipitations est de 884 mm, avec 13,6 jours de précipitations en janvier et 7,3 jours en juillet. Pour la période 1991-2020, la température moyenne annuelle observée sur la station météorologique la plus proche, située sur la commune de Sainte-Marie-du-Mont à 27 km à vol d'oiseau, est de 11,6 °C et le cumul annuel moyen de précipitations est de 890,0 mm,. Pour l'avenir, les paramètres climatiques de la commune estimés pour 2050 selon différents scénarios d’émission de gaz à effet de serre sont consultables sur un site dédié publié par Météo-France en novembre 2022.

## Urbanisme

### Typologie
Au 1er janvier 2024, Neuville-en-Beaumont est catégorisée commune rurale à habitat très dispersé, selon la nouvelle grille communale de densité à sept niveaux définie par l'Insee en 2022. Elle est située hors unité urbaine et hors attraction des villes,.

### Occupation des sols
L'occupation des sols de la commune, telle qu'elle ressort de la base de données européenne d’occupation biophysique des sols Corine Land Cover (CLC), est marquée par l'importance des territoires agricoles (100 % en 2018), une proportion identique à celle de 1990 (100 %). La répartition détaillée en 2018 est la suivante : prairies (89,4 %), terres arables (10,6 %). L'évolution de l’occupation des sols de la commune et de ses infrastructures peut être observée sur les différentes représentations cartographiques du territoire : la carte de Cassini (XVIIIe siècle), la carte d'état-major (1820-1866) et les cartes ou photos aériennes de l'IGN pour la période actuelle (1950 à aujourd'hui).

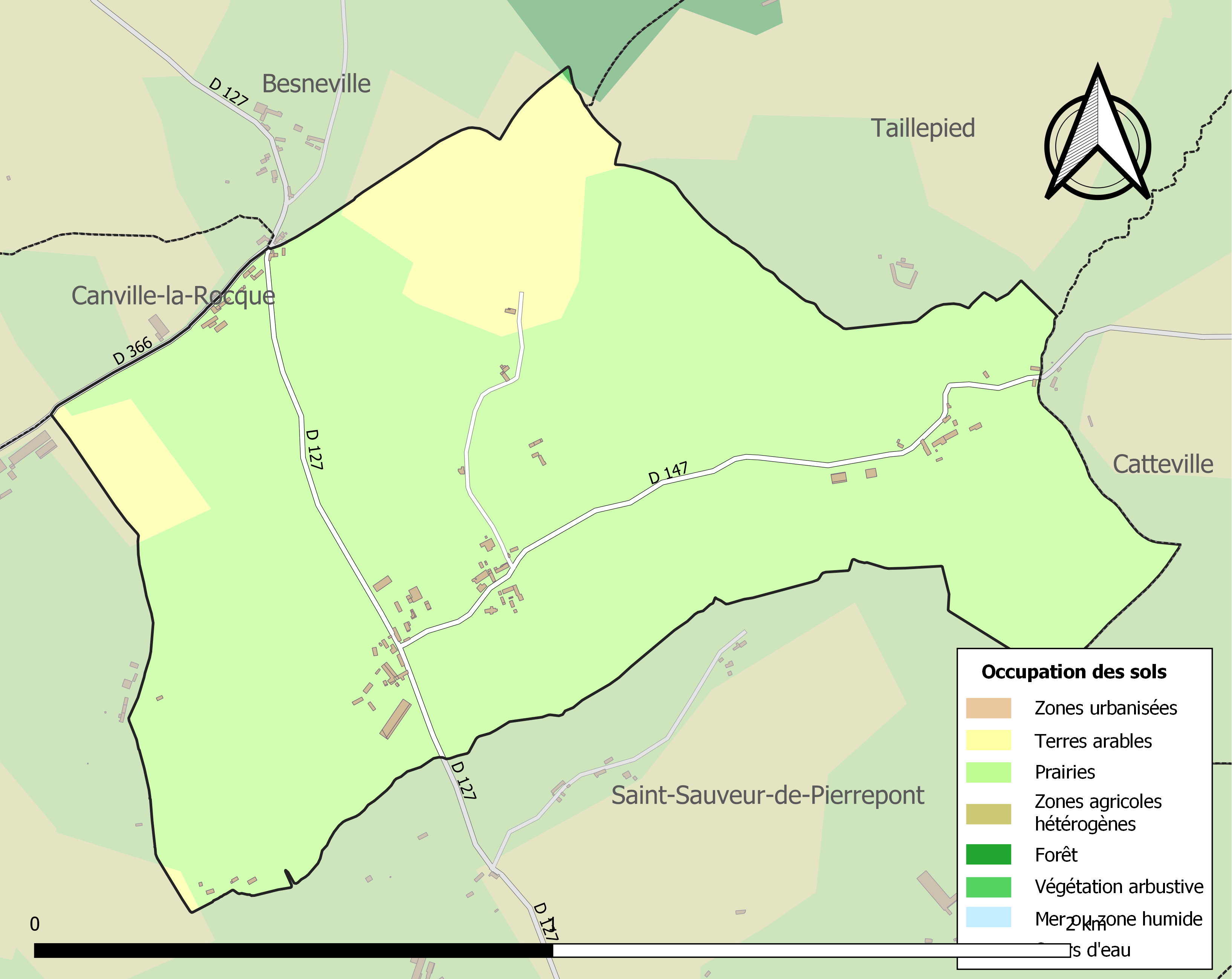
Carte des infrastructures et de l'occupation des sols de la commune en 2018 (CLC).

## Toponymie
Le nom de la localité est attesté sous les formes Nefiilla en 1252, Neufville pres Taillepie en 1421.
De l'adjectif féminin de l'oïl neuve, neu et ville, « village ».
Beaumont rappelle l'ancienne sergenterie de Beaumont (qui est une ancienne circonscription administrative de la Manche), dont la paroisse faisait partie.

## Histoire
Selon l'historien Charles de Gerville, Neuville était situé au croisement des voies romaines Corrialum-Cosedia (Cherbourg-Coutances) et Alauna (Alleaume) à Pierrepont.
Au XIIe siècle, la paroisse relevait de l'honneur de Saint-Sauveur-le-Vicomte.
Elle eut pour dernier seigneur Bon-Paul-Jacques Erard de Belisle († 1805), également baron de Saint-Pierre-Église.

## Politique et administration
| Période                                  | Période   | Identité             | Étiquette | Qualité                  |
| ---------------------------------------- | --------- | -------------------- | --------- | ------------------------ |
| 1931                                     | 1967      | Joseph Auvray        |           |                          |
| 1967                                     | 1998      | Michel Falaize       | DVD       |                          |
| 1998                                     | mars 2001 | André Beaudoire      |           |                          |
| mars 2001                                | mars 2008 | Yvette Ruel          | SE        |                          |
| mars 2008                                | mars 2014 | Laurent Trémier      | SE        |                          |
| mars 2014                                | En cours  | Marie-Hélène Falaize | SE        | Négociatrice immobilière |
| Les données manquantes sont à compléter. |           |                      |           |                          |

## Démographie
L'évolution du nombre d'habitants est connue à travers les recensements de la population effectués dans la commune depuis 1793. Pour les communes de moins de 10 000 habitants, une enquête de recensement portant sur toute la population est réalisée tous les cinq ans, les populations de référence des années intermédiaires étant quant à elles estimées par interpolation ou extrapolation. Pour la commune, le premier recensement exhaustif entrant dans le cadre du nouveau dispositif a été réalisé en 2004.
En 2022, la commune comptait 25 habitants, en évolution de −35,9 % par rapport à 2016 (Manche : −0,31 %, France hors Mayotte : +2,11 %).
| 1793 | 1800 | 1806 | 1821 | 1831 | 1836 | 1841 | 1846 | 1851 |
| ---- | ---- | ---- | ---- | ---- | ---- | ---- | ---- | ---- |
| 175  | 154  | 208  | 201  | 207  | 193  | 164  | 170  | 190  |

| 1856 | 1861 | 1866 | 1872 | 1876 | 1881 | 1886 | 1891 | 1896 |
| ---- | ---- | ---- | ---- | ---- | ---- | ---- | ---- | ---- |
| 203  | 190  | 182  | 142  | 141  | 139  | 138  | 155  | 131  |

| 1901 | 1906 | 1911 | 1921 | 1926 | 1931 | 1936 | 1946 | 1954 |
| ---- | ---- | ---- | ---- | ---- | ---- | ---- | ---- | ---- |
| 112  | 117  | 108  | 80   | 100  | 87   | 106  | 89   | 86   |

| 1962 | 1968 | 1975 | 1982 | 1990 | 1999 | 2004 | 2006 | 2009 |
| ---- | ---- | ---- | ---- | ---- | ---- | ---- | ---- | ---- |
| 70   | 65   | 59   | 48   | 45   | 45   | 36   | 36   | 38   |

| 2014 | 2019 | 2022 | - | - | - | - | - | - |
| ---- | ---- | ---- | - | - | - | - | - | - |
| 39   | 27   | 25   | - | - | - | - | - | - |

## Lieux et monuments
- Église Saint-Martin des XVIIe – XVIIIe siècles, avec petite fenêtre gothique sur la tour et cadran solaire du XVIIe. À l'intérieur plusieurs œuvres classées au titre objet aux monuments historiques : chaire à prêcher du XVIIIe, aigle lutrin sculptés du XVIIIe, poutre de gloire en bois sculpté du XVIIIe, statue de saint Léonard de Noblat du XVe[29]. Elle abrite également un maître-autel du XVIIe, un groupe sculpté la charité de saint Martin du XVe, une Vierge à l'Enfant du XVe, saint Martin et saint Éloi du XIXe, les tableaux les pèlerins d'Emmaüs et saint Joseph du XIXe[21].

En 1980, Jean Prat y tourna les scènes religieuses du téléfilm L'Ensorcelée, adapté du roman de Jules Barbey d'Aurevilly.
- Croix de cimetière du XVIe siècle.
- If funéraire et grosse croix de granit dans le cimetière.
- Ancien moulin de Neuville.